# DNA-sekvensering
DNA-sekvensering är den process som används för att med biokemiska metoder bestämma ordningen av kvävebaserna (nukleotiderna) adenin, guanin, cytosin och tymin i DNA. DNA-sekvensen utgör den ärvda genetiska informationen i celler och bestämning är därför viktig både i grundläggande forskning kring organismer inom det fält av biologin som kallas systematisk biologi och i tillämpade områden såsom rättsmedicinska utredningar. DNA-sekvensering är också mycket viktigt för att identifiera ärftliga sjukdomar och, i förlängningen, hur man skall bota dem.
Den snabba utvecklingen inom området har möjliggjort storskaliga sekvenseringar av till exempel det mänskliga genomet.

## Historik

### Maxam-Gilbert-sekvensering
1976–77 utvecklade Allan Maxam och Walter Gilbert en DNA-sekvenseringsmetod baserad på kemisk modifikation av DNA med efterföljande delning vid specifika baser. Metoden blev mer populär än den två år tidigare publicerade plus-minussekvenseringsmetoden utvecklad av Sanger och Cuolson, eftersom renat DNA kunde användas direkt, medan den ursprungliga Sanger-metoden förutsatte en del förarbete.
Allt eftersom chain-termination-metoden har utvecklats och förbättrats har Maxam och Gilberts metod kommit att användas allt mindre. Den är jämförelsevis komplicerad, kräver omfattande användning av farliga kemikalier och är svår att använda storskaligt. Dessutom är det svårt att anpassa kemikalierna som används i Maxam-Gilbertmetoden för att passa ett standardkit, vilket är möjligt med chain-termination-metoden 
Metoden kräver radioaktiv märkning av ena änden och rening av DNA-fragment som ska märkas. Kemisk behandling bryter en liten andel av DNA-kedjorna i en eller två av de fyra nukleotiderna (G, A+G, C, C+T). På grund av detta skapas ett antal märkta fragment, från den radioaktivt märkta änden till första avbrottet i varje molekyl. De olika fragmenten separeras sedan med gelelektrofores, där de fyra olika reaktionspunkterna är arrangerade sida vid sida. För att åskådliggöra de fragment som genereras i varje reaktion får gelen exponera en röntgenstrålningsfilm, som ger en bild med en serie av band som motsvarar de radioaktivt märkta fragmenten. Utifrån denna kan man sluta sig till sekvensen.
Metoden benämns ibland kemisk sekvensering och har sitt ursprung i studier av DNA-proteiners interaktion, nukleinsyrans struktur och epigenetisk modifikation av DNA, områden där metoden fortfarande har viktiga användningsområden.

### Kedjetermineringsmetoden
Medan den kemiska sekvenseringsmetoden, framtagen av Maxam och Gilbert, och plus-minusmetoden framtagen av Sanger och Coulson var betydligt snabbare än tidigare metoder, var kedjeterminerigsmetoden som utvecklades av Sanger ännu effektivare, och blev snabbt den mest använda. I Maxam-Gilbert-metoden används giftiga kemikalier och radioaktivt märkt DNA i betydligt högre grad än i kedjetermineringsmetoden. Huvudprincipen bakom Sangers metod är användandet av dideoxynukleotider. Tekniken är idag mycket använd för situationer där man vill sekvensera mindre fragment av DNA. För större mängder av DNA, såsom ett helt genom, finns det andra metoder som är mer lämpliga, såsom shotgun sekvensering och den svenskutvecklade pyrosekvenseringen.
Dideoximetoden går till så att en viss mängd av det DNA (templat) som ska sekvenseras blandas med en mindre mängd speciella så kallade dideoxinukleotider (ddNTP), vanliga trifosfatnukleotider, ett DNA-polymeras, en primer och därefter initieras ett normalt polymeraskedjereaktions-program (PCR) i termocyklern. Dideoxinukleotiderna är derivat av normala trifosfatnukleotider, och saknar OH-grupp på både 2'-kolet och 3'-kolet (den andra och tredje kolatomen på sockermolekylen räknat från och med den kolatom som basparet skulle ha bundit till i DNA-strängen). Dideoxinukleotiderna är även inmärkta med fluoroforer: en fluorofor för varje ddNTP (ddATP, ddCTG, ddGTG samt ddTTP). Eftersom dideoxinukleotiderna är färre till antalet än de vanliga nukleotiderna är det högre sannolikhet att en vanlig nukleotid inkorporeras, men när en dideoxinukleotid byggs in av DNA-polymeraset termineras elongeringen eftersom OH-grupp saknas på 3'-kolet.
Efter PCR-körningen har man i provröret en blandning av templat med olika längd. Blandningen blir föremål för gelelektrofores med en upplösning på enskilda baspar. Man kan således läsa av nukleotidsekvensen direkt på gelen eftersom fluoroforerna avger olika färg.

## Metoder
DNA-sekvensering sker idag främst genom den så kallade Sanger-dideoxy-metoden. Metoden kräver att ett mycket stort antal kopior av det DNA-fragment man önskar sekvensera finns tillgängligt. För att erhålla dessa kopior räcker det med ett fåtal ursprungliga kopior (till exempel dem som erhålls genom DNA-extraktion ur en organism) samt tillgång till PCR-apparatur.
En annan metod för sekvensering av kortare DNA-segment kallas för pyrosekvensering och baseras på reaktioner där inbindandet av nukleotider till en komplementär dna-sträng ger upphov till en ljusreaktion. Ljuset mäts av en fotometer och representeras i en kurva som kan följas direkt på en datorskärm. Ljusreaktionens intensitet är proportionerlig mot antalet inbundna nukleotider och eftersom endast ”rätt” nukleotid kan binda in vid ett givet tillfälle kan man utläsa ordningsföljden. 

## Användning, tillförlitlighet och problem
Det finns frågetecken kring användning av DNA-sekvensering för fosterdiagnostik. Tekniken gör det möjligt att undersöka fostrets hela arvsmassa utifrån ett blodprov från kvinnan. Eftersom metoden ger så detaljerad information, har den potential att ge besked om mer än vad som efterfrågas. En svensk utvärdering och systematisk litteraturöversikt av den samlade forskningen på området visar att det inte går att bedöma tillförlitligheten av så kallad Next Generation Sequencing (NGS) som fosterdiagnostik vid riktad undersökning av blodprov från den gravida kvinnan, när man söker efter avvikelser i könskromosomerna eller trisomier utöver trisomi 13, 18 eller 21. Studierna är alltför små och alltför olika för att man ska kunna väga samman resultaten. De studier som hittills har gjorts tyder dock på att falskt positiva svar (”falska alarm”) förekommer i större utsträckning än falskt negativa (”missade fall”). Det går inte heller att bedöma tillförlitligheten av att använda metoden på motsvarande sätt för att upptäcka svårupptäckta DNA-förändringar (mikrodeletioner eller mikroduplikationer) som är kopplade till olika kända syndrom.
Enligt SBU:s granskning förekommer det i vissa testpaket att fostrets hela arvsmassa analyseras, trots att den primära frågan gällde en specifik avvikelse. Detta kan bli ett etiskt problem om kvinnan och partnern inte getts möjlighet att ta ställning till om de verkligen vill ha sådan analys. Tillförlitligheten när hela fostrets arvsmassa undersöks går inte heller att bedöma. 
SBU skriver också att samtidigt som sekvensbestämning av hela arvsmassan hos ett foster på sikt kan leda till tidig upptäckt och behandling av olika tillstånd, innebär detta också att integritetskänslig och till stora delar svårtolkad information erhålls. Det leder till svårigheter att avgöra vilka avvikelser man ska leta efter och hur resultaten ska förmedlas. Dessutom finns viktiga frågor rörande hantering av genetisk information inom hälso- och sjukvården samt hos kommersiella aktörer. Enligt SBU:s utvärdering behövs det en djupare etisk analys och eventuell reglering av hur den information som metoden ger ska användas.